# Casa-oficina António Carneiro

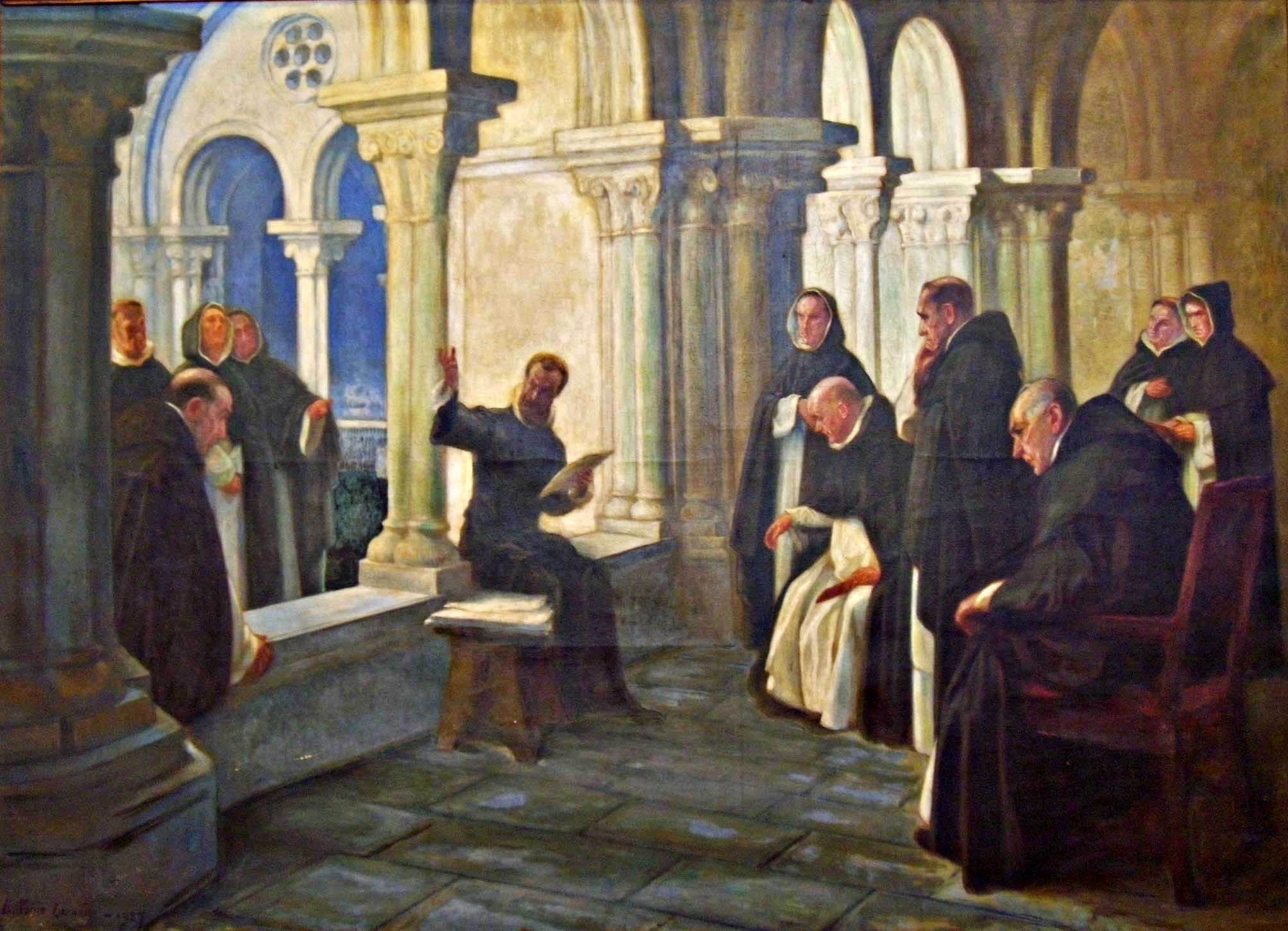
Camões lendo "Os Lusíadas" aos Frades de São Domingos (1927), pintura de António Carneiro

A Casa-Oficina António Carneiro é um museu de arte localizado na Rua António Carneiro, freguesia do Bonfim, na cidade do Porto.

## História
Esta pertenceu ao pintor portuense António Carneiro, foi concebida pelo próprio e construída com fundos doados por um admirador, Domingos Rufino (1878/1947), nos anos 20 do século passado, para servir como sua residência e como ateliê, e mais tarde do seu filho Carlos Carneiro, igualmente pintor, num quarteirão do Bonfim. Foi ainda a casa do seu filho Cláudio Carneiro, um ilustre compositor, mais tarde passou à posse da Câmara Municipal.
Depois de um período de encerramento para obras de beneficiação e ampliação, o edifício encontrou-se durante largos anos vazio, abandonado e vandalizado (os vidros das janelas estilhaçados, as paredes cobertas de grafíti, ervas e sujidade).
A Casa-Oficina reabriu restaurada em 2009 com uma exposição temporária que apresenta algumas das obras mais significativas de António Carneiro na Colecção da C.M.P., tais como, "A Vida", "Camões" e Interiores de Igrejas. A proposta da Casa-Oficina é mostrar a colecção de obras de António Carneiro